# 15 janvier dans les chemins de fer
15 décembre 15 février
Chronologies thématiques
- Croisades
- Sports
- Disney

Cette page concerne les événements qui se sont déroulés un 15 janvier dans les chemins de fer.

## Événements

### XXesiècle
- 1965. États-Unis : fin de l'exploitation par Soo Line Railroad du train de nuit The Laker entre Chicago et Duluth.
- 1989. Bangladesh : accident ferroviaire où un train bondé de voyageurs entre en collision avec un convoi postal. Bilan : 110 morts et 1 000 blessés.